# Strychnos diplotricha
Strychnos diplotricha är en tvåhjärtbladig växtart som beskrevs av Leeuwenb.. Strychnos diplotricha ingår i släktet Strychnos och familjen Loganiaceae. Inga underarter finns listade i Catalogue of Life.